# Viels-Maisons
Viels-Maisons település Franciaországban, Aisne megyében. Lakosainak száma 1199 fő (2022. január 1.). Viels-Maisons La Chapelle-sur-Chézy, L’Épine-aux-Bois, Montfaucon, Nogent-l’Artaud, Rozoy-Bellevalle, Vendières és Verdelot községekkel határos.

## Népesség
A település népessége az elmúlt években az alábbi módon változott:
| Lakosok száma | 680  | 744  | 869  | 955  | 1103 | 1179 | 1234 | 1221 | 1214 | 1199 |
|               | 1968 | 1982 | 1990 | 2006 | 2013 | 2015 | 2017 | 2019 | 2020 | 2022 |